# Lubiewo (Mikołajki)
Lubiewo (deutsch Lubjewen, 1938 bis 1945 Grünbruch) ist ein Dorf in der polnischen Woiwodschaft Ermland-Masuren. Es gehört zur Stadt- und Landgemeinde Mikołajki (deutsch Nikolaiken) im Powiat Mrągowski (Kreis Sensburg).

## Geographische Lage
Lubiewo liegt inmitten der Woiwodschaft Ermland-Masuren, drei Kilometer nordöstlich der Stadt Mikołajki (deutsch Nikolaiken) und 16 Kilometer südöstlich der Kreisstadt Mrągowo (Sensburg).

## Geschichte
Das nach 1785 Lubiewen und bis 1938 Lubjewen genannte kleine Dorf kam 1874 zum neu errichteten Amtsbezirk Schaden (polnisch Stare Sady). Er gehörte bis 1945 zum Kreis Sensburg im Regierungsbezirk Gumbinnen (ab 1905: Regierungsbezirk Allenstein) in der preußischen Provinz Ostpreußen. 
Lubjewen war als Standort einer Windmühle von überregionaler Bedeutung. Im Jahre 1910 zählte das Dorf 212 Einwohner, 1933 waren es 193, und 1939 noch 176. 
Aufgrund der Bestimmungen des Versailler Vertrags stimmte die Bevölkerung im Abstimmungsgebiet Allenstein, zu dem Lubjewen gehörte, am 11. Juli 1920 über die weitere staatliche Zugehörigkeit zu Ostpreußen (und damit zu Deutschland) oder den Anschluss an Polen ab. In Lubjewen stimmten 160 Einwohner für den Verbleib bei Ostpreußen, auf Polen entfielen keine Stimmen.
Am 3. Juni (amtlich bestätigt am 16. Juli) 1938 wurde Lubjewen aus politisch-ideologischen Gründen der Abwehr fremdländisch klingender Ortsnamen in „Grünbruch“ umbenannt.
In Kriegsfolge kam das Dorf 1945 mit dem gesamten südlichen Ostpreußen zu Polen und erhielt die polnische Namensform „Lubiewo“. Es ist heute Sitz eines Schulzenamtes (polnisch Sołectwo) und als solches eine Ortschaft im Verbund der Stadt- und Landgemeinde Mikołajki (Nikolaiken) im Powiat Mrągowski (Kreis Sensburg), bis 1998 der Woiwodschaft Suwałki, seither der Woiwodschaft Ermland-Masuren zugehörig. Im Jahre 2011 zählte Lubiewo 81 Einwohner.

## Kirche
Bis 1945 war Lubjewen (Grünbruch) in die evangelische Pfarrkirche Nikolaiken in der Kirchenprovinz Ostpreußen der Kirche der Altpreußischen Union sowie in die Römisch-katholische Kirche St. Adalbert in Sensburg im Bistum Ermland eingegliedert. Heute gehört das Dorf weiterhin zur evangelischen Kirche in Mikołajki, nun allerdings der Diözese Masuren in der Evangelisch-Augsburgischen Kirche in Polen zugeordnet. Auch die katholischen Einwohner Lubiewos sind nun nach Mikołajki im Bistum Ełk eingepfarrt.

## Verkehr
Lubiewo liegt nördlich der bedeutenden Landesstraße 16 unweit von Zełwągi (Selbongen) und ist von dort über einen Landweg direkt zu erreichen. Ein Bahnanschluss besteht nicht mehr, seit der Streckenabschnitt von Mrągowo (Sensburg) nach Ełk (Lyck) der Bahnstrecke Czerwonka–Ełk mit der nächstgelegenen Bahnstation Zełwągi nicht mehr befahren wird.

## Persönlichkeiten
- Otto Boris (* 24. Dezember 1887 in Lubjewen; † 13. September 1957 in Hamburg-Rahlstedt), deutscher Realschullehrer, Kunstmaler und Tierschriftsteller